# Die erlöste Schlange
Die erlöste Schlange ist ein Märchen. Es steht in Johann Wilhelm Wolfs Deutsche Hausmärchen an Stelle 27.

## Inhalt
Ein Bauer legt zur Feldarbeit morgens sein Wams ab. Um elf Uhr liegt eine Schlange darauf und verlangt, ihn zu heiraten. Auf Rat des Pfarrers willigt er ein und hält die Schlange mitternachts mit beiden Händen hoch. Sechs große Schlangen kommen, die zweite Nacht sind es zwölf, die dritte noch mehr, die beißen nach seiner Schlange, doch er hält aus. Da ist die Prinzessin erlöst, sie leben glücklich.

## Herkunft
Der Titel Die erlöste Schlange ist bei Wolf nicht mit einem Sternchen (*) versehen, was laut seiner Vorrede anzeigt, dass er selbst den Text ausarbeitete. Dass eine Schlange sich auf ein warmes Wams in die Sonne legt, ist realitätsnah. Die Szene ähnelt Märchen wie Bechsteins Das Natterkrönlein. Die Qualnächte sind hier noch harmlos, vgl. Wolfs Die Prinzessin von Tiefenthal, Die zwölf Brüder, Die eisernen Stiefel, Von der schönen Schwanenjungfer, Der Geiger und seine drei Gesellen.